# Fórmula de Rossmo
Fórmula de Rossmo é um perfil geográfico para predizer onde um criminoso em série vive. A fórmula foi desenvolvida e patenteada pelo criminologista Kim Rossmo e integrada em um software especializado em análise de crimes chamado Rigel. Rigel é desenvolvido pela companhia de softwares Environmental Criminology Research Inc. (ECRI), empresa que foi cofundada por Rossmo. 

## Fórmula
Imagine um mapa com uma grade sobreposta formada por pequenos quadrados nomeados sectores. Se este mapa é um arquivo do tipo bitmap em um computador, esses sectores são chamados de pixels. Um sector {\displaystyle S_{i,j}} é o quadrado na linha i e coluna j, localizado nas coordenadas (Xi,Yj). A seguinte função dá a probabilidade {\displaystyle p_{i,j}} da posição do criminoso em série residir dentro de um sector específico (ou ponto) {\displaystyle (X_{i},Y_{j})}:
{\displaystyle p_{i,j}=k\sum _{n=1}^{(\mathrm {crimes\;totais} )}\left[\underbrace {\frac {\phi _{ij}}{(|X_{i}-x_{n}|+|Y_{j}-y_{n}|)^{f}}} _{1^{\mathrm {\circ } }\mathrm {\;termo} }+\underbrace {\frac {(1-\phi _{ij})(B^{g-f})}{(2B-\mid X_{i}-x_{n}\mid -\mid Y_{j}-y_{n}\mid )^{g}}} _{2^{\mathrm {\circ } }\mathrm {\;termo} }\right],}
onde:
{\displaystyle \phi _{ij}={\begin{cases}1,&{\text{se}}\ (\mid X_{i}-x_{n}|+|Y_{j}-y_{n}\mid )>B\\0,&{\text{senão}}\end{cases}}}

A soma se baseia nos crimes passados cometidos pelo criminoso, localizados nas coordenadas (xn,yn).
{\displaystyle \phi _{ij}} é uma função característica que retorna 0 quando um ponto {\displaystyle (X_{i},Y_{j})} é um elemento da zona-tampão B (a vizinhança de uma residência criminal que é varrida por um raio B até seu centro). {\displaystyle \phi _{ij}} permite a p alternar entre dois termos. Se um crime ocorre dentro de uma zona-tampão, então {\displaystyle \phi _{ij}=0}, assim, o primeiro termo não contribui para o resultado geral. Isso é uma prerrogativa para definir o primeiro termo no caso da distância entre um ponto (ou pixel) tornar-se igual a zero. Quando  {\displaystyle \phi _{ij}=1}, o primeiro termo é usado para calcular {\displaystyle p_{i,j}}.
{\displaystyle \mid X_{i}-x_{n}\mid +\mid Y_{j}-y_{n}\mid } é a distância de Manhattan entre um ponto {\displaystyle (X_{i},Y_{j})} e o n-ésimo local do crime {\displaystyle (x_{n},y_{n})}.

## Esclarecimentos
A soma na fórmula consiste de dois termos. O primeiro termo descreve a ideia de  probabilidade diminuindo com o aumento da distância. O segundo termo lida com o conceito de zona-tampão. A variável {\displaystyle \phi } é usada para colocar mais peso em uma das duas ideias. A variável {\displaystyle B} descreve o raio da zona-tampão. A constante {\displaystyle k} é empiricamente determinada.
A ideia principal da fórmula é a de que a probabilidade de crimes primeiro aumenta com os movimentos através da zona de calor, mas decresce depois. A variável {\displaystyle f} pode ser escolhida de forma que ela trabalhe melhor em dados de crimes passados. A mesma ideia se aplica para a variável {\displaystyle g}.
A distância é calculada com a fórmula de distância de Manhattan

## Aplicações
A fórmula tem sido aplicada em campos não forenses. Por causa da ideia de zona-tampão, a fórmula trabalha bem para estudos relativos à animais predadores tais como tubarões. 
Esta fórmula e a matemática por trás dela foram usadas em detecção de crimes no episódio piloto da série Numb3rs e no episódio número 100 da mesma série, chamado "Disturbed".